# Apothéose de la démocratie
Apothéose de la démocratie est une œuvre d'art public réalisée par le sculpteur américain Paul Wayland Bartlett qui orne le fronton de la face est du portique de la Chambre des représentants du Capitole à Washington.
Le fronton d'origine fut commandé à Erastus Dow Palmer (en) en 1857, cependant, le travail ne fut jamais achevé en raison du manque de financement. Un autre concours eut lieu en 1908 remporté par Bartlett. Les figures ont été modélisées à Paris et Washington entre les années 1911-1914 et sculptées par les frères Piccirilli (en) de 1914 à 1916. Le fronton a été inauguré le 2 août 1916.

## Description

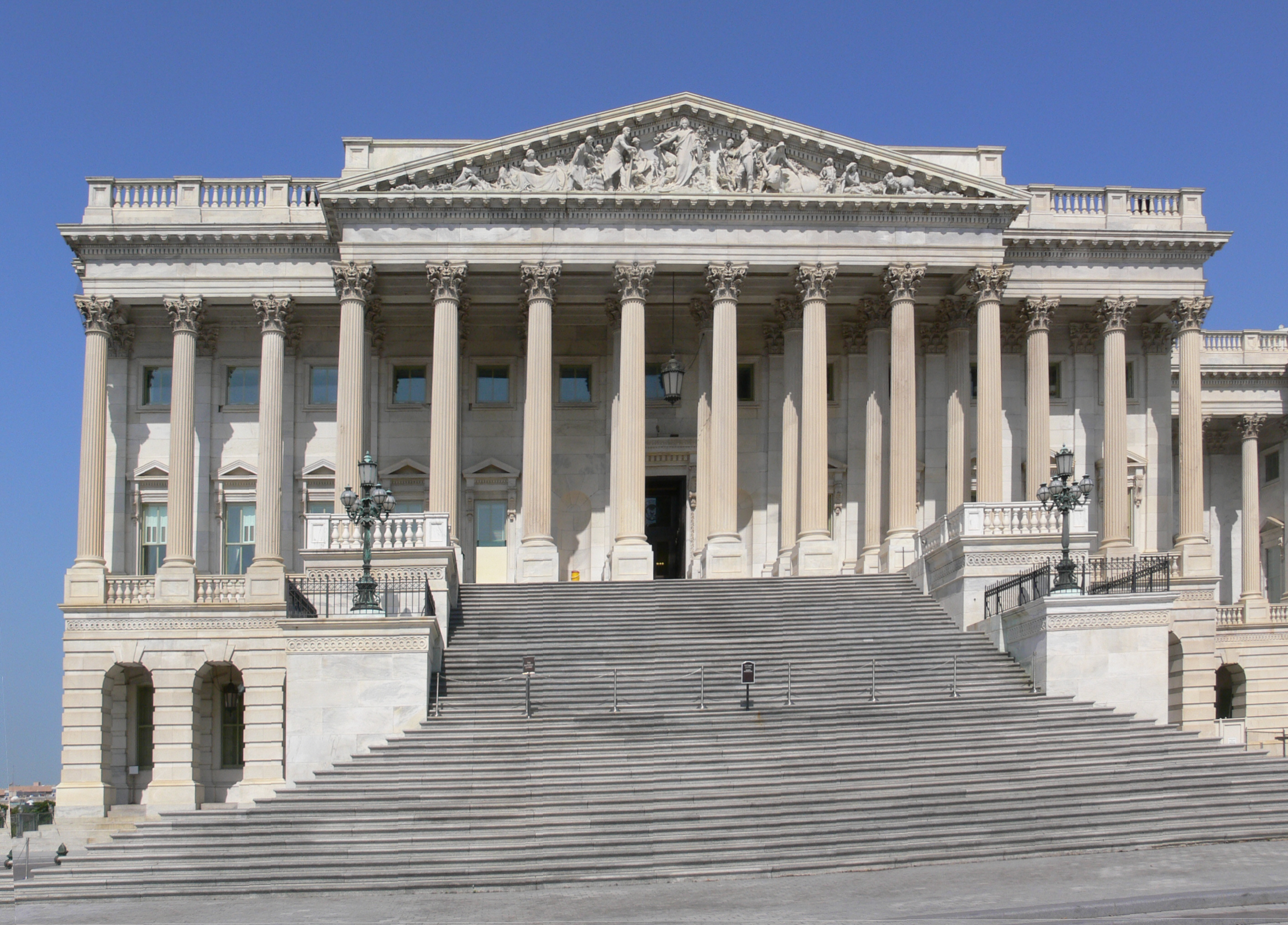
Face est du portique de la Chambre des représentants du Capitole

L’œuvre utilise du marbre de Géorgie pour sa réalisation. La sculpture centrale de ce fronton est une figure allégorique de la paix. À la droite de cette figure allégorique, un olivier symbolise la paix, à ses pieds, à gauche, un génie tient une torche dans sa main droite qui symbolise l'immortalité. L'agriculture est représentée avec un moissonneur et un taureau, symbole de fertilité. On y trouve également représentés un angelot portant des raisins et une mère avec son enfant jouant avec un bélier. D'autres métiers et occupations sont présents : un graveur, un ferronnier et un pêcheur. Aux angles du fronton on observe des vagues qui représentent les océans Atlantique et Pacifique.

## Publications
- Thomas P. Somma, Paul Wayland Bartlett and The Apotheosis of democracy, 1908-1916: the pediment for the House wing of the United States Capitol. University of Delaware Press, 1995.  (ISBN 0-87413-528-1)